# Sjoerte (plaats)

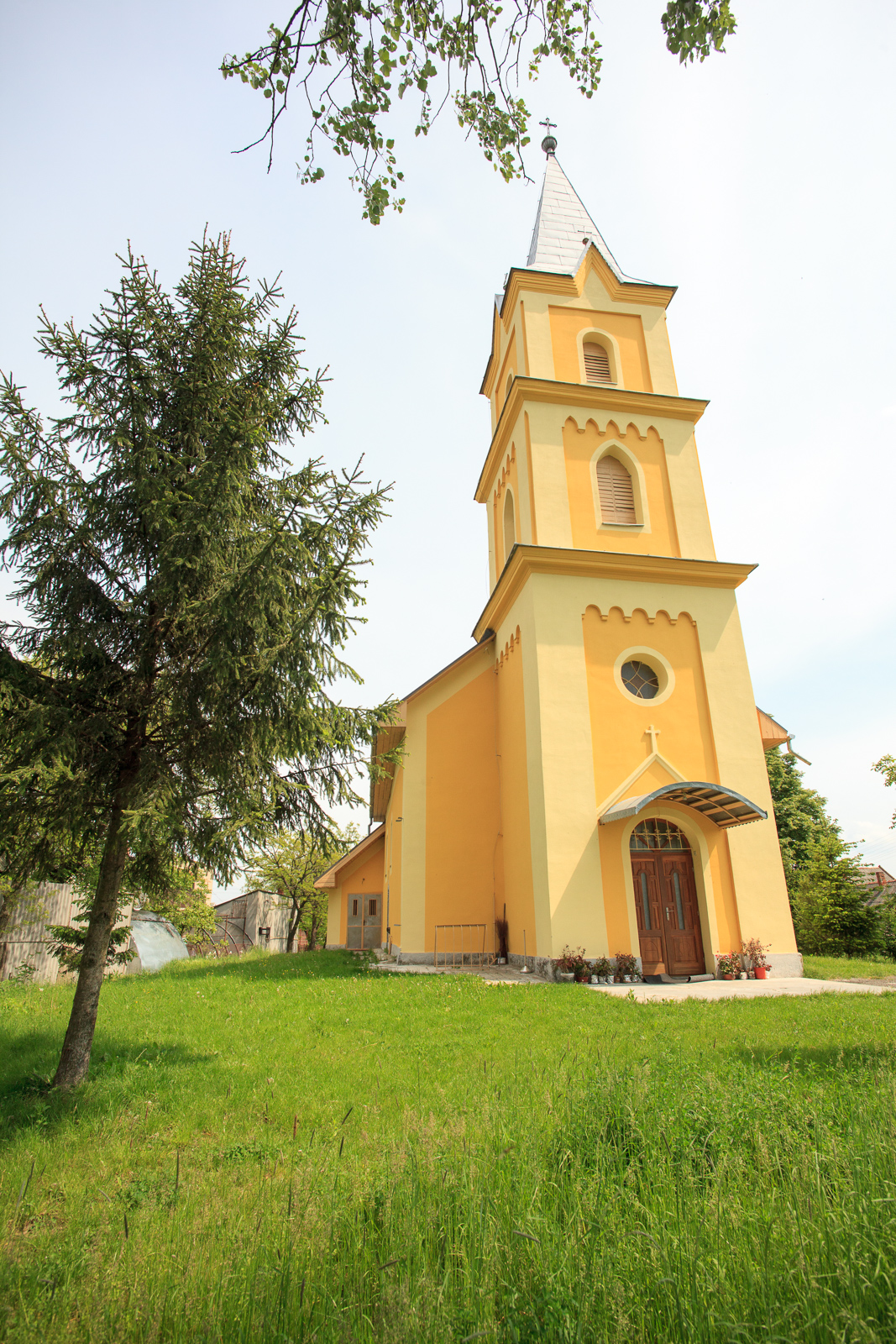
de gereformeerde kerk van Sjoerte

Sjoerte (Oekraïens: Сюрте, Hongaars: Szürte) is een plaats in de gelijknamige gemeente in de Oblast Transkarpatië in Oekraïne. De plaats ligt 15 kilometer ten zuiden van de stad Oezjhorod in het gelijknamige rajon.
In het dorp wonen ruim 1800 inwoners (2021) waarvan het merendeel behoort tot de Hongaarse minderheid in Oekraïne. Sinds 2020 is het de hoofdplaats van de vergrote gemeente Sjoerte
Door de gemeente stroomt de rivier de Latorica.

## Geschiedenis
Sjoerte werd voor het eerste vermeld in het jaar 1281 onder de naam 'Strute'. Ook voor die datum was de plaats al bewoond. Waarschijnlijk was het verwoest tijdens de aanval van de Mongolen op Hongarije en daarna weer opgebouwd. 
In 1484 kende de Hongaarse koning Sigismund de plaats een wapen en een vlag toe. 
Tot 1920 behoorde de plaats toe aan het Koninkrijk Hongarije en was het onderdeel van het comitaat Ung. Daarna werd het deel van Tsjecho-Slowakije, de Sovjet-Unie om uiteindelijk bij het onafhankelijke Oekraïne te gaan toebehoren.